# Mokkelengoor
Het Mokkelengoor is een 44 hectare groot natuurgebied in de buurschap IJpelo, gemeente Wierden in de Nederlandse provincie Overijssel. Staatsbosbeheer is de eigenaar van dit niet opengestelde moerasreservaat. Het gebied bestaat uit een verland ven, gelegen in een laagte van het dekzandlandschap. Deze laagte is een pingoruïne uit het Weichselien.

## Broekbos
Het gedeeltelijk vergraven terrein is grotendeels begroeid met ondoordringbaar broekbos, omgeven door zeer natte dottergraslandjes. Er komen enkele zeer zeldzame plantensoorten voor, zoals het melkviooltje en moeraskartelblad. Grenzend aan het Mokkelengoor ligt de nieuwe beek en natuurontwikkelingsgebied de Doorbraak. Ook in dit nieuwe gebied komen al veel bijzondere planten en dieren voor.

## Ontstaan
Aan het einde van het Midden-Weichselien werd het warmer en werd de permafrostlaag dunner. Op plaatsen waar kwel voorkwam, ontstonden grote ijslenzen aan de bovenkant van de bevroren laag, die de ontdooide bovengrond omhoog drukten tot een heuvel, een zogenaamde pingo. Door het later geheel ontdooien van de grond gleed de bovenliggende laag van de ijsheuvel naar de randen. Na het afsmelten van het ijs bleef een komvormige laagte over, de pingoruïne. Deze pingoruïne is een zeldzaam relict uit de laatste ijstijd en daardoor geomorfologisch en geologisch zeer waardevol. In de depressie ontstond in het Laatglaciaal veen.
Aan de hand van pollenanalytisch onderzoek is gebleken dat in de bodem nagenoeg het gehele Laatglaciaal vertegenwoordigd is en mogelijk ook een deel van het Midden- en Boven-Pleniglaciaal. Het Holoceen wordt in de bovenste decimeters aangetroffen.

## Bodem en geologie
De bodem is gekarteerd als rauwveen- ofwel meerveengronden. Dit organische materiaal bestaat uit resten van planten en dieren, gemengd met door de wind aangevoerd stof. In enkele depressies werd zeer kalkrijk moeraskalk aangetroffen.